# Новолавела
Новолавела — посёлок Пинежского муниципального района Архангельской области. Административный центр Лавельского сельского поселения.

## История
Посёлок Новолавела находится в Пинежском районе Архангельской области на левом берегу реки Пинеги. Чтобы туда добраться, надо проделать путь из Архангельска – пять часов на поезде до районного центра села Карпогоры и ещё полтора-два часа на частной машине. Или по автомобильной дороге: путь в среднем занимает от шести до восьми часов. 
История Новолавелы началась весной 1947 года. Местные жители рассказывали, что именно в том году на месте, где стоит посёлок, был вбит первый кол — первая отметка начала большого пути – строительства механизированного леспромхоза. Примерно в это же время, а может, и чуть раньше встал вопрос о строительстве узкоколейной железной дороги. Постепенно в населённом пункте началось мощное строительство: возводили многоквартирные дома, детский сад, школу, фельдшерский пункт, котельную, столовую, пекарню, мастерскую бытового обслуживания, баню и стадион.
1 сентября 1953 года в новой Новолавельской школе прозвенел первый звонок. За парты сели 124 ученика. Первый педагогический коллектив состоял из шести женщин. В 1960 году Новолавельская школа стала самой крупной в районе среди восьмилетних, отчасти за счёт того, что к ней присоединили школы из близлежащих деревень. 12 января 1974 года открылось новое здание школы с централизованным отоплением.
3 августа 1968 года административный центр Лавельского сельского совета из деревни Лавела перенесли в посёлок Новолавела (прим.: тогда правильным было написание: Ново-Лавела).
В 1998 году вывозку леса по узкоколейной железной дороге прекратили. А спустя год на шестнадцатую ветку в лес до 53-го километра направили последний тепловоз, он подбирал аварийный лес вдоль узкоколейной железной дороги. Грузили его гидроманипулятором. Линию УЖД разобрали уже в 2002 году.
В советское время в Новолавелу ехали из всех союзных республик, больше всего украинцев, белорусов, молдаван. Представители этих и других национальностей привносили свою культуру и традиции. Лучшие лесорубы жили в Новолавеле, сийская технология лесозаготовок лучше всего прижилась опять же в Новолавеле, люди в посёлке хорошо зарабатывали, больше, чем где-либо в Пинежском районе.
Дороги, переправы, школы – всё было на леспромхозе. 14 первых валочных машин и 17 новых лесовозов появились сначала у леспромхоза в Новолавеле. Даже первый в районе музыкальный коллектив «Лесное эхо» создали в этом пинежском посёлке. А клуб и сельская библиотека были лучше, чем в Карпогорах. Местные жители и приезжающие сюда на работу люди сравнивали посёлок с городом.
В населённом пункте проживали более ста ветеранов Великой Отечественной войны, там жили труженики, которые были отмечены орденом Ленина, орденом Трудового Красного Знамени, орденом «Знак Почёта» и многими другими наградами.
Директора Лавельского леспромхоза в хронологическом порядке:
• Степан Александрович Дементьев
• Александр Иванович Тыркасов
• Сергей Михайлович Лапин
• Мефодий Денисович Судавный
• Николай Александрович Свалов
• Борис Григорьевич Рудаков
• Эдуард Владимирович Харитонов
• Борис Иванович Гусев
• Валерий Вадимович Романов
• Николай Георгиевич Григорьев
• Юрий Корнеевич Каранец
Об истории посёлка Новолавела можно прочитать в книгах:
1.   Худякова А.В. Маленький СССР, или Жизнь замечательных людей на Пинежье. – Архангельск, 2020. Ссылка на электронную версию книги: http://webirbis.aonb.ru/irbisdoc/kr/2021/21kp064/
2.   Худякова А.В. Созвездия Севера: Новолавела, Сура, Веркола и не только. – Архангельск, 2021.

3.   Худякова А.В. Диалоги с пинежанами, 2022. Ссылка на электронную версию книги: http://webirbis.aonb.ru/irbisdoc/kr/2023/23kp033/
| 2002 | 2010  | 2012  |
| ---- | ----- | ----- |
| 1217 | ↘1024 | ↗1241 |

Численность населения посёлка, по данным Всероссийской переписи населения 2010 года, составляла 1024 человека. На 1 января 2010 года в посёлке Новолавела проживало 1287 человек. В школе обучалось 158 детей. На 1967 год в поселке проживало 1264 человека.

### Карты
- [mapp38.narod.ru/map1/index19.html Топографическая карта P-38-19,20. Новолавела]
- Посёлок Новолавела. Публичная кадастровая карта
- Топографическая карта P-38-020-C,D Архивная копия от 28 декабря 2013 на Wayback Machine